# Соглашение в Сен-Жан-де-Морьене
Соглашение в Сен-Жан-де-Морьене (англ. Agreement of Saint-Jean-de-Maurienne) — соглашение между Великобританией, Францией и Италией, заключённое в результате конференции на железнодорожной станции в Сен-Жан-де-Морьене 19 апреля 1917 года с целью урегулирования претензий Франции и Италии на юго-западную Анатолию в случае раздела Османской империи по окончании Первой мировой войны, которая в то время продолжалась. На встрече 19 апреля присутствовали премьер-министры Великобритании и Франции Дэвид Ллойд Джордж и Александр Рибо, а также премьер-министр и министр иностранных дел Италии Паоло Бозелли и Сидней Соннино.
По условиям соглашения Франция должна была получить вилайет Адана, а Италия — остальную часть юго-западной Анатолии, включая Измир (Смирну). Соглашение было одобрено тремя державами при условии согласия России, которая из-за революции не участвовала на переговорах в Сен-Жан-де-Морьене.
В 1919 году премьер-министр Греции Элефтериос Венизелос, заручившись разрешением Парижской мирной конференции на оккупацию Измира, отменил положения соглашения, несмотря на противодействие Италии.